# Mercedes Monmany
Mercedes Monmany (Barcelona, 1957) es una escritora, crítica literaria, traductora y editora española. 
Es licenciada en Ciencias de la Información por la Universidad Complutense de Madrid, especializada en literatura contemporánea europea.

## Trayectoria profesional

#### Traducción
Ha traducido autores como Leonardo Sciascia, Attilio Bertolucci, Francis Ponge, Valerio Magrelli y Philippe Jaccottet.

#### Edición
Como editora ha publicado, con sus prólogos correspondientes, “Una infancia de escritor” (Xordica, 1997), “Vidas de mujer” (Alianza Editorial, 1998) y la antología de Juan Perucho: “De lo maravilloso y lo real” (Fundación Banco de Santander, Colección Obra Fundamental, 2014).

#### Crítica literaria
Ha sido crítica literaria en medios de comunicación como El País, Revista de Libros, Revista de Occidente, ABC y La Vanguardia.

#### Escritora
Su obra literaria más importante es Por las fronteras de Europa, un viaje por la narrativa europea de los siglos XX y XXI. Es un ensayo sobre la narrativa europea publicado por Galaxia Gutenberg, planteado como una combinación a medio camino entre guía de viaje y ensayo literario.
Completan, en una especie de trilogía, a Por las fronteras de Europa, los libros Ya sabes que volveré (libro dedicado a tres grandes escritoras judías muertas en Auschwitz: Etty Hillesum, Irène Némirovsky y Gertrud Kolmar) y Sin tiempo para el adiós. Exiliados y emigrados de la literatura del siglo XX (en el que aparecen escritores, artistas e intelectuales de diversas nacionalidades que escapan de los totalitarismos, persecuciones, guerras, deportaciones y de internamientos en campos de concentración).

#### Eventos
Forma parte de los jurados de distintos premios literarios españoles e internacionales, entre ellos  el Premio de Novela Café Gijón, el Premio G. T. di Lampedusa de Sicilia y el Zbigniew Herbert International Literary Award de Varsovia.
Ha sido comisaria de exposiciones antológicas sobre grandes escritores universales (como el premio Nobel de Literatura Isaac Bashevis Singer, Julio Verne o G.T. de Lampedusa).

## Distinciones
En 2014, fue condecorada con la Medalla de la Orden de las Artes y las Letras de la República Francesa.
También ha sido nombrada Cavaliere dell’Ordine della Stella d’Italia y condecorada con la Medalla de Oro al Mérito de Serbia.

En 2022 le fue otorgado el XIV Premio Internacional de Periodismo Ciudad de Cáceres, de la Fundación Mercedes Calles y Carlos Ballesteros. 
Desde 2022 forma parte del Consejo Asesor de la Fundación Ortega-Marañón (FOM).

## Obra
Ha escrito cerca de un millar de artículos a lo largo de toda su trayectoria como colaboradora en distintos medios y 6 libros.

### Ensayos
- Don Quijote en los Cárpatos  (Huerga & Fierro, 1997).[5]
- Por las fronteras de Europa  (Galaxia Gutenberg, 2015. Prólogo de Claudio Magris).
- Ya sabes que volveré  (Galaxia Gutenberg, 2017. Premio Internacional de Ensayo Caballero Bonald, 2018).
- Humanismo cosmopolita, Rafael Argullol y Mercedes Monmany (Gedisa, 2020)
- Sin tiempo para el adiós. Exiliados y emigrados en la literatura del siglo XX (Galaxia Gutenberg, 2021)
- Del Drina al Vístula. Lecturas centroeuropeas (Báltica, 2023)